# بعثة بارسكا
بعثة بارسكا (بالفرنسية: L'Étonnante Aventure de la mission Barsac)‏، (بالإنجليزية: The Barsac Mission)‏ رواية مغامرة من تأليف الروائي جول فيرن صدرت عام 1919. وقد صدرت النسخة الإنجليزية في مجلدين هما «منحنى النيجر» و«مدينة في الصحراء».